# Miroslav Válek
Miroslav Válek (ur. 17 lipca 1927 w Trnawie, zm. 27 stycznia 1991 w Bratysławie) – słowacki poeta, publicysta i tłumacz; funkcjonariusz komunistyczny, minister kultury.
Tworzył lirykę refleksyjną i patriotyczną, nawiązującą do poetyzmu. Tworzył przekłady z literatury czeskiej, rosyjskiej, polskiej i francuskiej.

## Twórczość
- 1959 – Dotyky
- 1961 – Príťažlivosť
- 1963 – Nepokoj
- 1965 – Milovanie v husej koži
- 1973 – Súvislosti
- 1976 – Slovo
- 1977 – Z vody
- 1977 – Zakázaná láska
- 1983 – Básne